# Brisani prostor
Brisani prostor je dupli EP album grupe Rundek & Ekipa. Album sadrži 10 pjesama od kojih su hitovi "Mila", "Tko su ovi ljudi" i "Voljeti stvarno".
Album je objavljen 2020. u izdanju Menarta.

## Pozadina
Grupa je osnovana krajem 2010-ih. Grupa izdaje singlice "Barbara" i "Pješčane oluje". U međuvremenu, Rundek realizira sa SASSJOM i Andrejom.
Također, Rundek je održao koncerte u Nišu, Novom Sadu, Pančevu, Kragujevcu itd.

## Album
Cjelina Izbrisanog prostora ispričana je kroz dvije priče: "Do" i "Od", koje se međusobno nadopunjuju, a slušatelj može birati njihov redoslijed. Likovi u tim pričama nalaze se u brisanom prostoru između kraja i početka, pomaknuli su se i u njima odjekuje svijet na prekretnici. Govore o globalnom na intiman način, govore o univerzalnom na osoban način, govore o općem na specifičan način. Sadržaj Brisanog prostora u cjelini snažno rezonira s vremenom i turbulencijama koje potresaju sadašnji trenutak.
Svestrani glazbeni rukopis nemoguće je definirati ili sistematizirati. Jedan od novih (starih) trikova je eksperimentalno tkanje Rundekove električne gitare čija distorzija fino boji emotivne doline duševnih stranputica. U tom smislu, ovo nije niti tematski niti konceptualni album.